# Oberbuschhausen
Oberbuschhausen ist ein Weiler in Halver im Märkischen Kreis im Regierungsbezirk Arnsberg in Nordrhein-Westfalen (Deutschland).

## Lage und Beschreibung
Oberbuschhausen liegt auf 380 Meter über Normalnull im nordwestlichen Halver oberhalb der Ennepe nahe der Stadtgrenze zu Breckerfeld. Am Ort fließt nördlich der Sparenbach vorbei, ein Zufluss der Ennepe-Vorsperre der Ennepetalsperre, im Ort entspringt ein Zufluss des Heiersiepens.
Der Ort ist über eine Stichstraße zu erreichen, die zwischen Niederbuschhausen und Kreisch von einer Nebenstraße der Landesstraße L 528 abzweigt. Weitere Nachbarorte sind Kamscheid, Ahe und der Buschhauser Hammer.

## Geschichte
Oberbuschhausen wurde erstmals 1650 urkundlich erwähnt, die Entstehungszeit der Siedlung wird aber für den Zeitraum zwischen 630 und 700 in der Zeit der zweiten sächsischen Landnahme vermutet. Somit ist Oberbuschhausen eine der früheren Siedlungen in Halver.
Um 1500 ist durch Urkunden belegt, dass der Hof Buschhausen dem bergischen Amt Beyenburg abgabenpflichtig war. Die Gerichtsbarkeit des Hofs unterstand einem eigens für die bergischen Höfe im ansonsten märkisch beherrschten Kirchspiel Halver bestellten bergischen Richter, was häufig zu Streit mit dem für das Kirchspiel eigentlich zuständigen märkischen Gografen führte.
1818 lebten 35 Einwohner in Oberbuschhausen. Laut der Ortschafts- und Entfernungs-Tabelle des Regierungs-Bezirks Arnsberg wurde der Ort unter dem Namen Obern-Buschhausen als Hof kategorisiert und besaß 1838 eine Einwohnerzahl von 64, davon drei katholischen und 61 evangelischen Glaubens. Der Ort gehörte zu dieser Zeit der Kamscheider Bauerschaft innerhalb der Bürgermeisterei Halver an und besaß sieben Wohnhäuser, vier Fabriken bzw. Mühlen und zwölf landwirtschaftliche Gebäude.
Das Gemeindelexikon für die Provinz Westfalen von 1887 gibt für Oberbuschhausen eine Zahl von 58 Einwohnern an, die in zwölf Wohnhäusern lebten.